# Тарнакина, Мария Васильевна
Мария Васильевна Тарнакина — советский хозяйственный, государственный и политический деятель, Герой Социалистического Труда.

## Биография
Родилась в 1925 году в селе Добром. Член КПСС.
С 1942 года — на хозяйственной, общественной и политической работе. В 1942—1981 гг. — лаборантка в контрольно-семенной лаборатории, агроном-инспектор районной государственной инспекции, старший агроном районного управления сельского хозяйства, главный агроном колхоза имени Крупской Добровского района Липецкой области.
Указом Президиума Верховного Совета СССР от 11 декабря 1973 года присвоено звание Героя Социалистического Труда с вручением ордена Ленина и золотой медали «Серп и Молот».
Избирался депутатом Верховного Совета РСФСР 9-го созыва.
Умерла в селе Добром в 1981 году.